# Richland Center (Wisconsin)
La ville de Richland Center est le siège du comté de Richland, dans l’État du Wisconsin, aux États-Unis.

## Personnalités liées à la ville
- Frank Lloyd Wright est né à Richland Center le 8 juin 1867.
- Svetlana Allilouïeva, la fille de Joseph Staline, est morte à Richland Center le 22 novembre 2011.

## Source
- (en) Cet article est partiellement ou en totalité issu de l’article de Wikipédia en anglais intitulé « Richland Center, Wisconsin » (voir la liste des auteurs).